# Reciprocità (psicologia sociale)
La reciprocità sociale ha un ruolo importante nello sviluppo delle relazioni tra gli individui ed è associata alle pratiche di scambio, condivisione, cooperazione e persuasione.

## Teoria
La funzione della reciprocità è garantire la sopravvivenza della specie: ricambiando, ci assicuriamo che altre persone ricevano aiuto quando ne hanno bisogno. Alcuni studiosi ritengono che la reciprocità sia un tratto quasi esclusivamente umano e teorizzano che tutte le società umane si fondano sul principio per cui siamo obbligati a restituire favori, doni e inviti. La reciprocità è dunque alla radice di ciò che ci rende umani e ci ha permesso di adattarci e progredire dalle prime tribù primitive a una complessa economia globale.
La reciprocità è stata utilizzata in psicologia sociale per spiegare un'ampia gamma di fenomeni, come l'intimità nelle relazioni, l'altruismo, la cooperazione, ma anche la vendetta.

## Prassi
Un esempio semplice di reciprocità “positiva” è la restituzione di un piccolo favore: le persone si aspettano che piccoli favori siano ricambiati da azioni che hanno approssimativamente lo stesso valore.
Per mostrare quanto forte possa essere la reciprocità nelle dinamiche sociali, il sociologo Phillip Kunz condusse un esperimento nel 1974: inviò a circa 600 persone selezionate casualmente delle cartoline di Natale scritte a mano con una fotografia di lui e della sua famiglia. Poco dopo l'invio, arrivarono a Kunz quasi 200 risposte. Dato che Kunz aveva fatto qualcosa per loro, molti destinatari si erano sentiti obbligati a restituire il favore.
Un'altra applicazione molto comune è nell'area dei negoziati. Quando qualcuno ci fa una concessione riducendo le dimensioni della sua richiesta originale, lo percepiamo come un favore e sentiamo l'obbligo di rispondere venendo anche noi incontro al compromesso.
Un esempio di reciprocità “negativa”, ma considerata equa nella società, è la punizione che i sistemi giudiziari impongono per un atto illegale. La società vede il carcere per chi commette un delitto come un modo per controbilanciare l'azione di partenza e una riparazione del torto.